# Spirorbis communis
Spirorbis communis är en ringmaskart som beskrevs av Bosc 1802. Spirorbis communis ingår i släktet Spirorbis och familjen Serpulidae. Inga underarter finns listade i Catalogue of Life.